# TV Kaufleute Zürich
Der TV Kaufleute Zürich (TVK) war ein Sportverein aus Zürich.

## Geschichte
Der Turnverein wurde 1877 als Turnsektion des Vereins junger Kaufleute gegründet.

## Handball
Als die Turnstunden dem Trieb nach körperlicher Betätigung nicht mehr genügten, tauchte die Frage auf, was sie nun machen sollten. Die Wahl war Handball oder Korbball. Der damalige Präsident des TVK Jean Wildberger kannte das Handballspiel auf Grund seiner Reisen nach Deutschland.
Im Mai 1929 trainierte eine Gruppe Turner unter Wildberger für die Zürcher Handball-Meisterschaft 1930. Im Juni 1929 spielten sie ihr erstes Spiel am Zürcher Handball-Turnier 1929. In der Zürcher Meisterschaft 1930/31 wurden sie Zweite.
Sie nahmen an der ersten Schweizerischen Meisterschaft im Jahre 1933 teil; dabei wurden sie Gruppensieger der Gruppe A der Ostschweiz. Den Regionalfinal verloren sie mit 1:8 gegen den Grasshopper Club Zürich. 1942 wurde die Spielkommission in die selbstständige Untersektion «Handballriege» umgewandelt. Bis zur Saison 1956 spielten sie immer in der höchsten Liga. In der Saison 1957 und Saison 1958 spielte der TKZ in der Nationalliga B und stieg dann in die 1. Liga ab.
Der bekannteste Feldhandballspieler des TVK war Eduard Klöti, welcher bis 1955 bei ihnen spielte. Er war dreimal Torschützenkönig der NLA und erhielt drei Medaillen bei Weltmeisterschaften.
1943 wurde der Handballclub innerhalb des TKZ gegründet.
Der TKZ gewann 1956 die Zürcher Hallenhandball-Meisterschaften; diese waren zu diesem Zeitpunkt die dritthöchste Klasse.
Ende der 1990er und Anfang der 2000er Jahre spielten die Kaufleute mit dem HC Amicitia Zürich in einer Spielgemeinschaft (SG) in der 4. Liga (tiefste Liga). Die SG spielte zuletzt in der Saison 2003/04.
Ende Dezember 2018 wurde der Sportclub des TKZ aufgelöst.